# Włodzimierz Musiał (1907–1976)
Włodzimierz Rudolf Musiał (ur. 1 stycznia 1907 w Rakowicach, zm. 21 lutego 1976 w Łodzi) – polski lekarz, specjalista chorób wewnętrznych, kardiolog, profesor, podporucznik służby zdrowia rezerwy Wojska Polskiego II RP, oficer ludowego Wojska Polskiego.

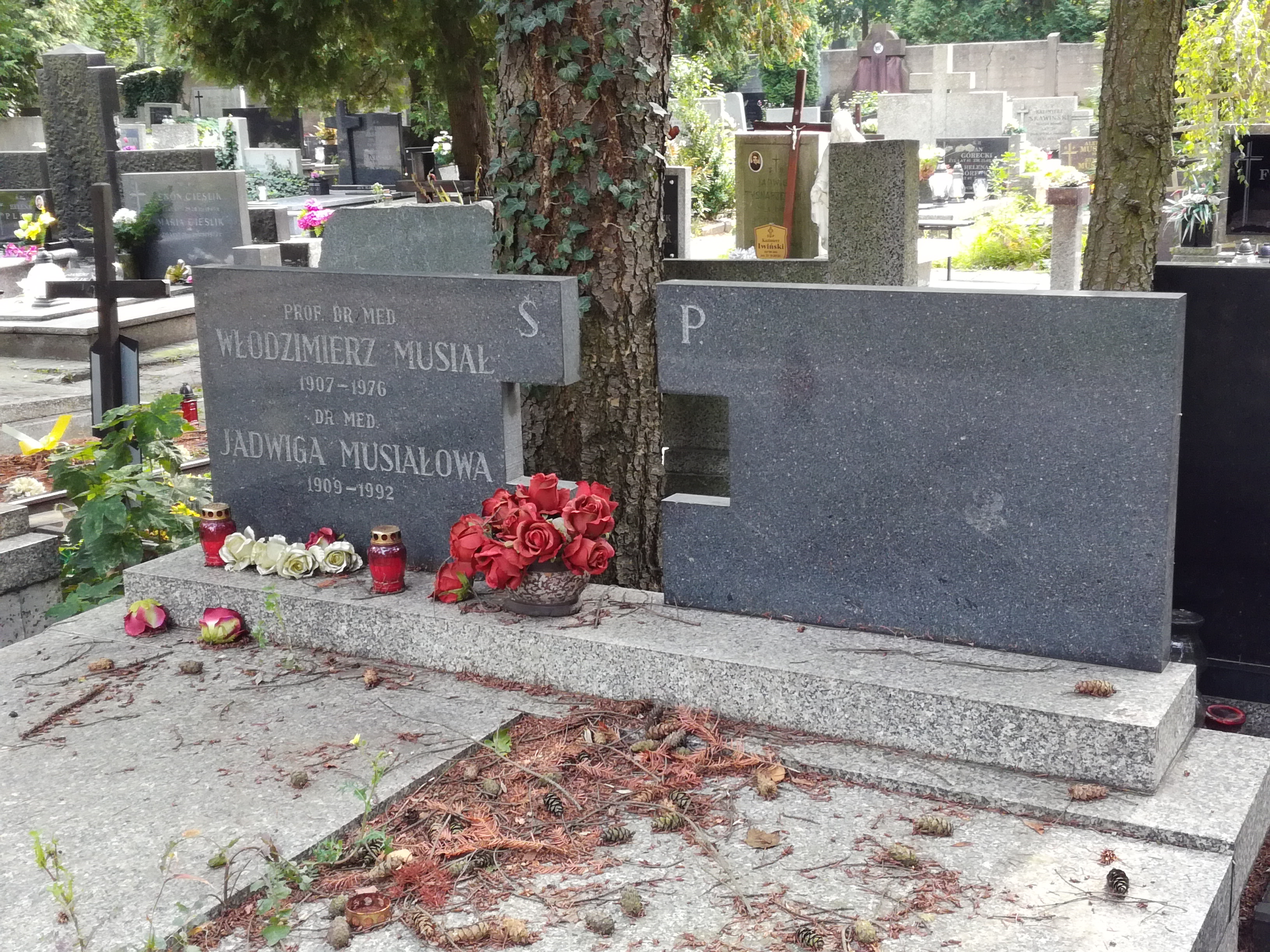
Nagrobek Włodzimierza i Jadwigi Musiałów na Starym Cmentarzu w Łodzi

## Życiorys
Włodzimierz Rudolf Musiał urodził się 1 stycznia 1907 w podkrakowskich Rakowicach. Pochodził z rodziny robotniczej, był synem Rudolfa (1878–1946, ślusarz) i Rozalii z domu Bednarz (1882–1965). Miał braci Leopolda (1905–1975, doktor chemii, wykładowca UJ, WSP i WSR w Krakowie) i Mariana (1908–1991, pułkownik lekarz). W okresie dzieciństwa i młodości zamieszkiwał w Sanoku, gdzie ukończył szkołę powszechną (1913–1917), a w 1925 zdał egzamin dojrzałości w Państwowym Gimnazjum im. Królowej Zofii w Sanoku (w jego klasie byli m.in. jego starszy o dwa lata brat Leopold oraz Aleksander Codello i Władysław Miller). Wspólnie z bratem Marianem uprawiał piłkę nożną w zespole piłkarskim „Sokół I Sanok”, występując na pozycji obrońcy i zarazem będąc trenerem drużyny.
W 1925 podjął studia medyczne na Wydziale Lekarskim Uniwersytetu Jagiellońskiego, które ukończył w 1931 uzyskując tytuł doktora wszechnauk lekarskich. Od 1931 do 1932 odbył roczną służbę wojskową w Szkole Podchorążych Rezerwy Sanitarnej w Warszawie. Został mianowany do stopnia podporucznika rezerwy w Korpusie Oficerów Sanitarnych Lekarzy ze starszeństwem z 1 stycznia 1933 z lokatą 109. W 1934 jako podporucznik rezerwy był w Kadrze Zapasowej 5 Szpitala Okręgowego i pozostawał wówczas w ewidencji Powiatowej Komendy Uzupełnień Kraków Miasto.
W 1932 rozpoczął pracę zawodową w II Klinice Chorób Wewnętrznych Uniwersytetu Jana Kazimierza we Lwowie, którą kierował prof. Roman Rencki – wpierw na stanowisku młodszego, następnie starszego asystenta. Po wybuchu II wojny światowej podczas kampanii wrześniowej pracował jako lekarz w szpitalu wojennym. Od listopada 1939 był ponownie starszym asystentem w klinice. Po ataku Niemiec na ZSRR z czerwca 1941 i zajęciu Lwowa został usunięty ze stanowiska. Od tego czasu pracował jako ordynator oddziału wewnętrznego w szpitalu kolejowym we Lwowie do 1944, gdy został zwolniony ze stanowiska i u schyłku wojny przeniósł się do podkrakowskich Krzeszowic. Tam kontynuował praktykę lekarską. W 1945 został powołany do Ludowego Wojska Polskiego i sprawował funkcję 4 Szpitala Okręgowego w Łodzi do listopada 1945. Wówczas został adiunktem w II Klinice Chorób Wewnętrznych i był jednym z jej powojennych współorganizatorów, którzy tworzyli Uniwersytet Łódzki i Akademię Medyczną w Łodzi.
W 1948 uzyskał habilitację w zakresie patologii i terapii szczegółowej chorób wewnętrznych, a następnie otrzymał etat docenta. W 1954 uzyskał tytuł profesora nadzwyczajnego przy II Klinice Chorób Wewnętrznych w Łodzi. W roku akademickim 1962/1963 pełnił funkcję prodziekana Wydziału Lekarskiego Akademii Medycznej w Łodzi. W 1963 został kierownikiem II Kliniki Chorób Wewnętrznych w Łodzi (jego poprzednikiem był Jerzy Jakubowski), w 1969 przemianowanej na Klinikę Kardiologii Instytutu Chorób Wewnętrznych, w której Włodzimierz Musiał został dyrektorem Instytutu. W 1975 został dyrektorem Instytutu Kardiologii Akademii Medycznej w Łodzi, powstałego na bazie Kliniki Kardiologii I Kardiochirurgii Akademii Medycznej i pracował w niej do końca życia.
Jako lekarz internista opublikował ok. 140 prac z zakresu chorób wewnętrznych, w szczególności gastrologii, chorób gruczołów dokrewnych, chorób krwi, chorób układu krążenia oraz w zakresie balneologii. Jego publikacje ukazywały się zarówno w polskich jak i zagranicznych wydawnictwach. Aktywnie prowadził pracę dydaktyczną wśród studentów i lekarzy, pod jego kierownictwem 8 osób uzyskało tytułów docenta, a 29 przeprowadziło przewód doktorski z medycyny. Został uznany za twórcę łódzkiej „szkoły kardiologii”
Był członkiem Polskiego Towarzystwa Lekarskiego, Polskiego Towarzystwa Kardiologicznego (w latach 1954–1961, 1972–1976 członek zarządu głównego, w latach 1973–1976 wiceprezes zarządu głównego, wiceprezesem Międzynarodowego Towarzystwa Medycyny Wewnętrznej.
Zmarł 21 lutego 1976 w Łodzi. Został pochowany na Starym Cmentarzu w Łodzi. Jego żoną była Jadwiga (1909–1992)
W publikacji Księga pamiątkowa (obchodów 100-lecia Gimnazjum oraz I Liceum Ogólnokształcącego w Sanoku) z 1980 znalazł się artykuł pt. Pamięci prof. dr Włodzimierza Musiała, stanowiący jego biogram napisany przez szkolnego kolegę, Jana Bezuchę.
W 1990 jego imieniem nazwano ulicę w części Zatorze osiedla Chojny.

## Publikacje
- Ein Fall von hämolitischer Anämie mit langdaurernder Hämoglobinurie und Hämosiderinurie (1935, Klinische Wochenschrift)
- Niedomoga nadnerczy w zespołach wielogruczołowych (1936, współautor: Antoni Falkiewicz)[11]
- Białaczka monocytowa (1949 Przegląd Lekarski, współautorka: Hanna Kołodziejska)
- Kliniki ostrych białaczek (1951)
- Bezsoczność żołądkowa (1953, Pamiętnik XIV Zjazdu Lek. i Przyrodn.)
- Niewydolność krążenia w zawale mięśnia sercowego (1954, Kardiologia Polska, współautorka: Halina Pracka)
- Ostra nerczyca z bezmoczem w poronieniach zakażonych (1954, współautor: Marek Edelman)[12]
- Etude sur l'hemolysereversible dans les cas d'anemies hemilitiques (1956, Le Sang)
- Stany nieprzytomności i stany śpiączkowe (1958, współautor: Eufemiusz Herman)[13]
- Nadciśnienie tętnicze (1960)[14]
- Zarys chorób wewnętrznych: podręcznik dla pielęgniarek (1969, współautorka: Halina Pracka)[15]

## Odznaczenia i wyróżnienia
- Krzyż Kawalerski Orderu Odrodzenia Polski
- Złoty Krzyż Zasługi
- Medal 30-lecia Polski Ludowej
- Odznaka tytułu honorowego „Zasłużony Nauczyciel Polskiej Rzeczypospolitej Ludowej”
- Odznaka honorowa „Za wzorową pracę w służbie zdrowia”
- Nagroda Miasta Łodzi w dziedzinie nauki (1975, za działalność naukową i dydaktyczną w dziedzinie kardiologii)[16]